# Lola (geslacht)
Lola is een geslacht van hooiwagens uit de familie Phalangodidae.
De wetenschappelijke naam Lola is voor het eerst geldig gepubliceerd door Kratochvíl in 1937. 

## Soorten
Lola is monotypisch en omvat slechts de volgende soort:
- Lola insularis